# 중동중학교 (경북)
중동중학교는 경상북도 상주시 중동면 간상리 872에 있었던 공립 중학교이다.

## 학교 연혁
- 1969년 10월 15일 : 설립인가
- 1970년 3월 15일 : 개교
- 2008년 3월 1일 : 폐교